# Билаонов, Павел Семёнович
Павел Семёнович Билаонов (17 октября 1919, село Христиановское, ныне город Дигора — 28 мая 1996, Киев) — советский военнослужащий, Герой Советского Союза, генерал-лейтенант (21.02.1969). 
В годы Великой Отечественной войны командир 681-го стрелкового полка 133-й стрелковой дивизии 40-й армии 2-го Украинского фронта, гвардии подполковник.

## Биография

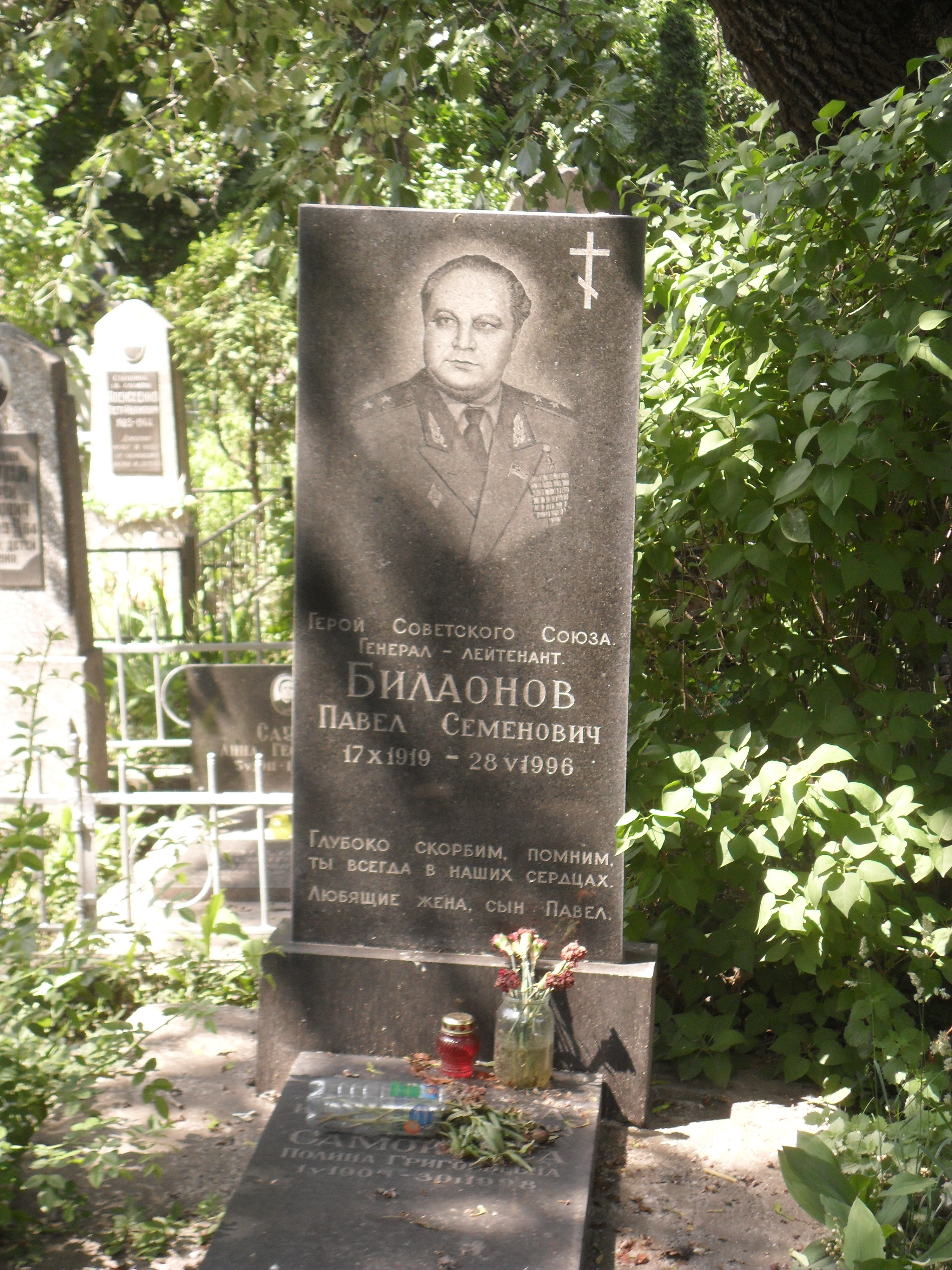
Могила Билаонова на Лукьяновском военном кладбище Киева.

Родился 17 октября 1919 года в селении Христиановское (ныне город Дигора, РСО-Алания) в семье служащего. Окончил среднюю школу № 5 в городе Орджоникидзе, работал бригадиром на заводе «Электроцинк».
В 1937 году призван в ряды Красной Армии. В 1939 году окончил Орджоникидзевское военное пехотное училище и был назначен командиром пулемётного взвода в городе Ейске.
В боях Великой Отечественной войны с апреля 1942 года. Воевал на Сталинградском, 2-м Украинском фронтах. Член КПСС с 1942 года.
Был активным участником Сталинградской битвы. В должности офицера штаба 293-й стрелковой дивизии участвовал в ожесточённых боях по прорыву вражеской обороны, освобождении хуторов Громки, Илларионовский. Затем во главе танкового десанта одним из первых ворвался в район хутора Платонов, станиц Голубинская, Верхняя Бузиновка. В том бою подразделение Билаонова уничтожило 300 и захватили в плен 1200 вражеских солдатов и офицеров, 17 орудий, 60 автомашин.
В начале декабря 1942 года Билаонов был назначен начальником штаба стрелкового полка, а затем командиром этого же полка. Во главе своего полка участвовал в боях с гитлеровцами в районе «Пяти курганов» — опорного пункта противника. Высота «Пять курганов» была очищена от гитлеровцев. Враг понес большие потери в живой силе и боевой технике. Билаонов был тяжело ранен, но поле боя не покинул, продолжал руководить наступлением своего полка до полного разгрома противника.
В ночь на 24 марта 1944 года командир 681-го стрелкового полка 133-й стрелковой дивизии майор Билаонов одним из первых в дивизии форсировал Днестр в районе села Липчаны Могилёв-Подольского района Винницкой области, овладел важными опорными пунктами обороны немцев. В течение суток полк уничтожил три танка, 60 автомашин с боеприпасами и вооружением, взял в плен 150 фашистов.
Указом Президиума Верховного Совета СССР от 13 сентября 1944 года за умелое командование полком при форсировании Днестра и удержании плацдарма на его правом берегу и проявленные при этом мужество и героизм майору Билаонову Павлу Семеновичу присвоено звание Героя Советского Союза с вручением ордена Ленина и медали «Золотая Звезда» (№ 2279).
В 1950 году окончил Военную академию имени М. В. Фрунзе, в 1961 году — Военную академию Генерального штаба и в 1969 году — Высшие академические курсы при ней. С августа 1961 по декабрь 1965 года служил первым заместителем командующего 8-й танковой армией Прикарпатского военного округа. В 1971 году избран депутатом Верховного Совета Украинской ССР 8-го созыва. С октября 1968 по июнь 1974 года командовал 38-й армией в Прикарпатском военном округе.
С 1980 года генерал-лейтенант П. С. Билаонов — в отставке. Жил в Киеве. Умер 28 мая 1996 года. Похоронен в Киеве на Лукьяновском военном кладбище.

## Награды
- Награждён орденом Ленина (13 сентября 1944), двумя орденами Красного Знамени (2 апреля 1943; 28 августа 1944), орденами Суворова 3-й степени (25 января 1945), Отечественной войны 1-й степени (11 марта 1985), тремя орденами Красной Звезды (28 февраля 1943; 20 Апрель 1953; 22 февраля 1967), орденом «За службу Родине в ВС СССР» 3-й степени (21 февраля 1978), медалью «За боевые заслуги» (5 ноября 1946), другими медалями.

## Память
Именем Билаонова названа улица и установлен памятник на Аллее Славы в городе Дигора.